# Mark Takano
Mark Allan Takano, né le 19 décembre 1960 à Riverside (Californie), est un homme politique américain, représentant démocrate de Californie à la Chambre des représentants des États-Unis depuis 2013.

## Biographie

### Jeunesse et carrière professionnelle
Mark Takano est d'origine nippo-américaine. Ses parents et grands-parents sont internés lors de la Seconde Guerre mondiale.
Après des études à Harvard, Takano enseigne la littérature britannique dans une école publique. De 1990 à 2012, il est membre du conseil d'administration du Riverside Community College (en).

### Carrière politique
Issu d'une famille républicaine, Takano ne rejoint le Parti démocrate qu'après l'université. Il se présente en 1992 à la Chambre des représentants des États-Unis dans le 43e district de Californie. Il s'agit d'un nouveau district, dans le comté de Riverside, où les républicains sont plus nombreux que les démocrates. Il remporte la primaire démocrate face à six concurrents. Lors de l'élection générale, il échoue de justesse face au républicain Ken Calvert avec 46,4 % des voix contre 46,7 % pour Calvert, soit 519 voix d'écart. Takano tente à nouveau sa chance en 1994. L'année précédente, Calvert est découvert en compagnie d'une prostituée ; il est alors considéré comme potentiellement vulnérable. Pendant la campagne, Takano est « outé » par Ray Haynes, membre républicain de l'Assemblée de Californie, qui le qualifie de « démocrate homosexuel libéral ». Candidat dans un district socialement conservateur, il refuse de confirmer ou infirmer l'information. Calvert est réélu plus largement qu'en 1992 avec 54,7 % contre 38,4 % pour le démocrate.
Il est à nouveau candidat à la Chambre des représentants en 2012, dans le 41e district. Nouvellement créée, la circonscription englobe une grande partie de l'Inland Empire (notamment Riverside et Moreno Valley) et tend vers les démocrates,. Avec 37 % des voix, il arrive en deuxième position de la primaire, dix points derrière le républicain John Tavaglione. Il remporte cependant l'élection générale avec 59 % des suffrages. Il est réélu en 2014 avec 56,6 % des voix.
Candidat à un nouveau mandat en 2016, il arrive largement en tête de la primaire du 7 juin devançant trois républicains avec 64,5 % des voix.

### Vie privée
Mark Takano est ouvertement homosexuel. Lors de son élection, il devient le premier homosexuel non blanc élu au Congrès des États-Unis,,.